# 將軍 (軍銜)

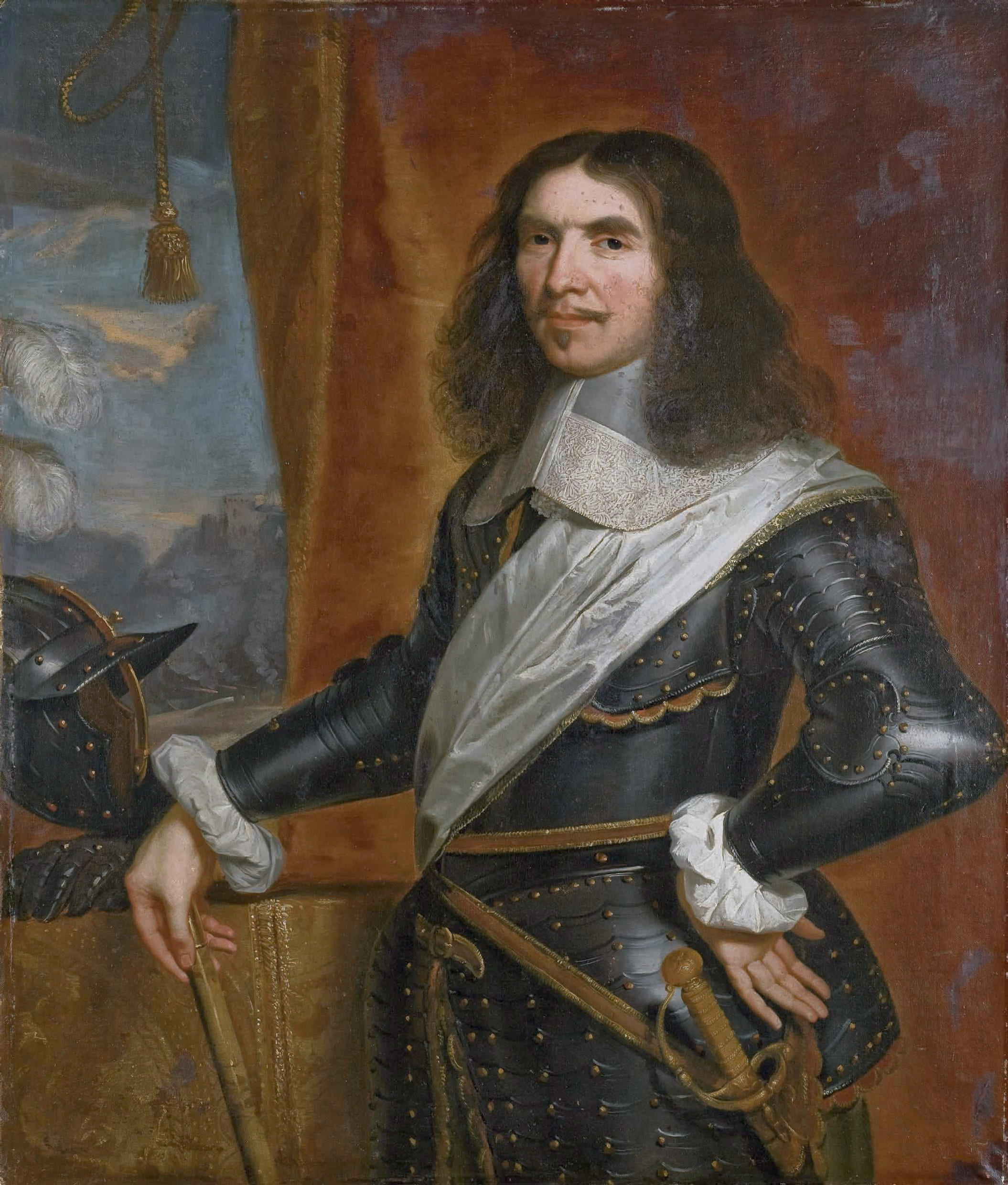
17世紀著名的軍事將領蒂雷納子爵

將軍（general），或稱將官，在海軍中也稱旗官。是軍隊高階軍官，在部分國家，陸軍、海軍及空軍的將領使用不同的名稱稱呼。
將軍的外文general起源自16世紀，是captain general的簡稱，源自中古法語capitaine général。
現今，將軍在一些國家會視為四星上將，不過不同的國家有不同的軍銜系統。將軍對應北約軍銜的OF-9，是許多軍隊的最高軍銜。